# Fundong
Fundong är en ort i Kamerun.   Den ligger i regionen Nordvästra regionen, i den västra delen av landet, 300 km nordväst om huvudstaden Yaoundé. Fundong ligger 1 610 meter över havet och antalet invånare är 43 509.
Terrängen runt Fundong är huvudsakligen kuperad, men österut är den bergig. Trakten runt Fundong är ganska tätbefolkad, med 65 invånare per kvadratkilometer. Fundong är det största samhället i trakten. Trakten runt Fundong är huvudsakligen savannskog.